# Lijst van attracties in Walibi Holland
Dit is een lijst van attracties in Walibi Holland.

## Indeling

### Main Street

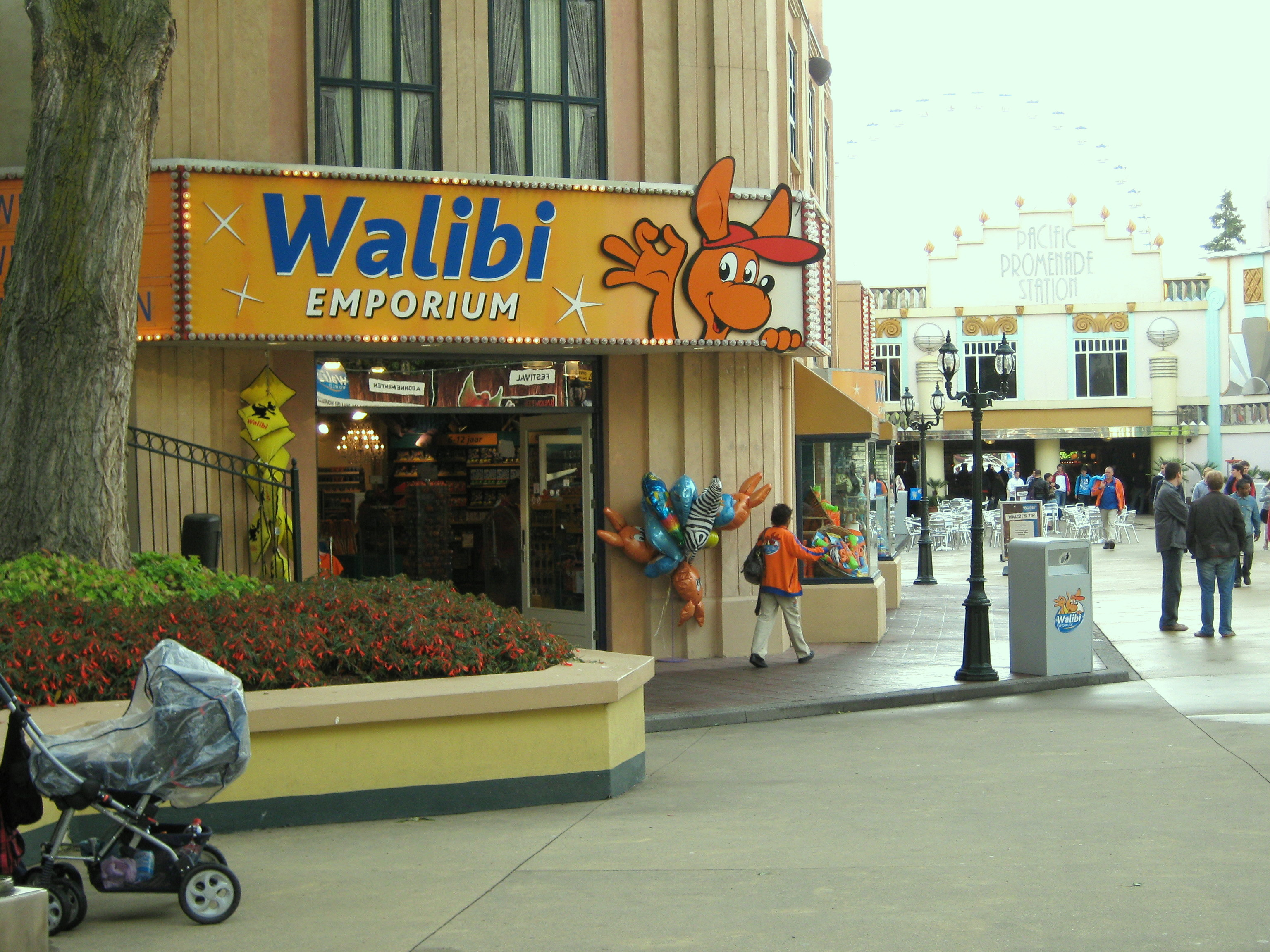
Hollywood The Main Street in Walibi World (geherthematiseerd in 2011 en 2018)

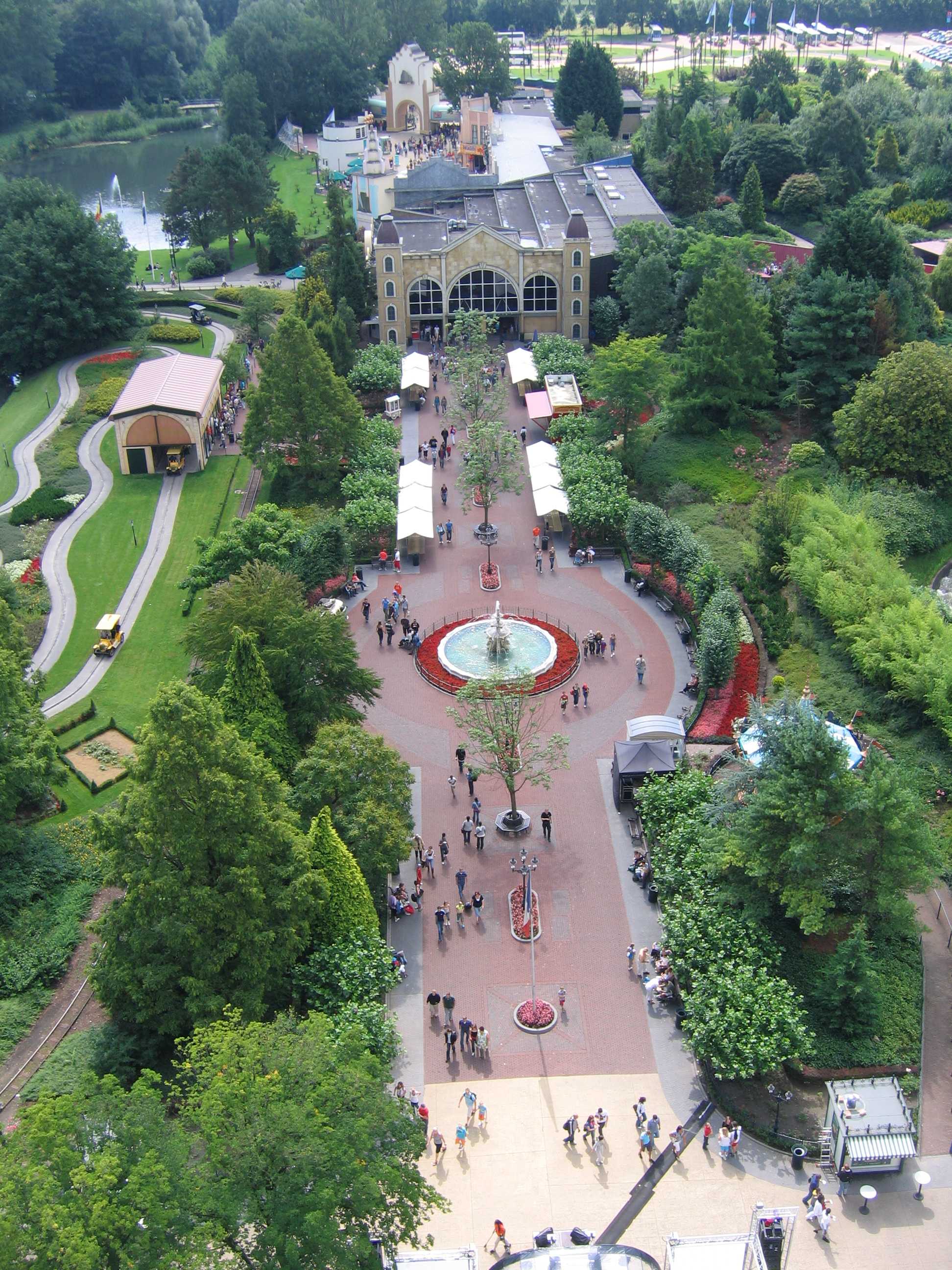
Zicht op 'France', nu onderdeel van Main Street.

Walibi Holland bestaat uit een aantal themagebieden met daarin telkens attracties, souvenirwinkels en horecapunten. Dit is de "ingangstraat" van Walibi Holland met souvenirwinkeltjes en horecapunten. Tot 2018 heette dit gebied "Hollywood: The Main Street". In 2025 is dit gebied samengevoegd met voormalig themadeel 'France'.

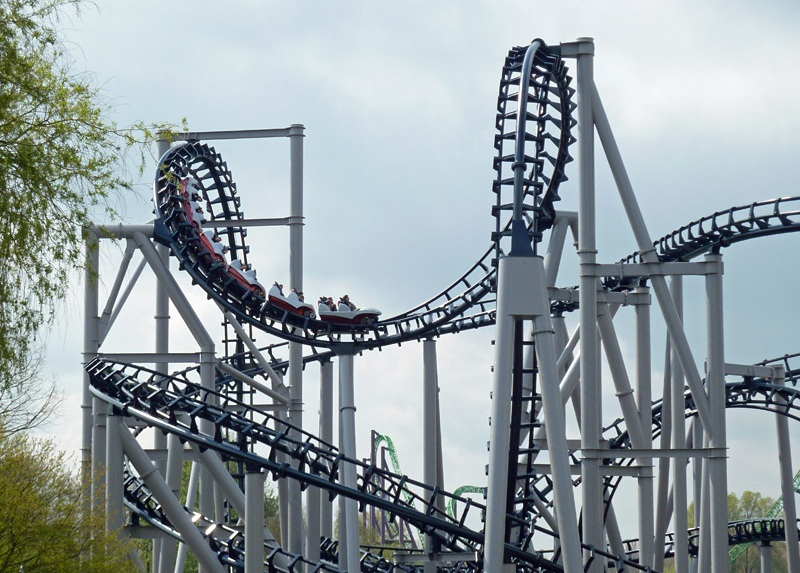
Xpress in Walibi Holland.jpg

| Naam                | Type attractie             | Jaartal opening | Bouwer       |
| ------------------- | -------------------------- | --------------- | ------------ |
| La Grande Roue      | Reuzenrad                  | 2000            | Vekoma       |
| Le Tour des Jardins | Rondrit                    | 2000            | Chance Rides |
| Pavillon de Thé     | Theekopjesattractie        | 2000            | Chance Rides |
| Xpress: Platform 13 | Stalen LSM lanceerachtbaan | 2000            | Vekoma       |

### Speedzone

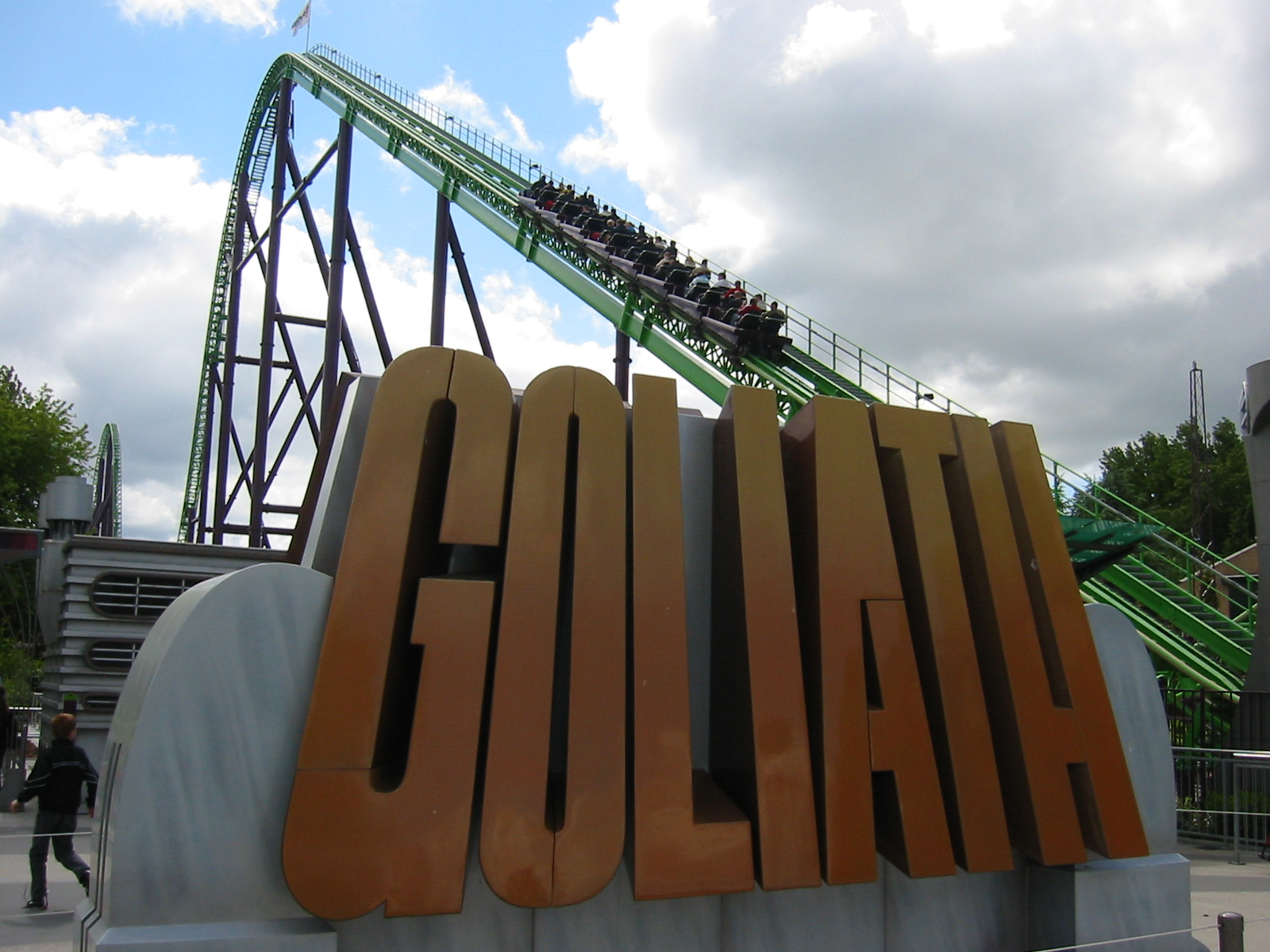
Bord met op de achtergrond de achtbaan Goliath in zijn vorige kleuren.

De Speed Zone is het thuisgebied van de achtbaan Goliath, misschien wel de bekendste attractie van Walibi Holland. Ook de andere attracties in de Speed Zone zijn vooral gericht op "thrillseekers". Zo staat er een enterprise, een ballonnenschieter en een Space Shot. Eerder Fantasy of Flight (1998-1999). Het gebied is grotendeels gebouwd in 1998 en in 2000 en 2002 werden de Race Way Go-Karting en Goliath toegevoegd. De laatste nieuwe attractie in dit gebied is de Agua Gusto, die in 2009 werd geplaatst. In 2013 werd deze attractie uit het park verwijderd. In 2018 is de kartbaan gesloten wegens een ernstig ongeval. In 2021 is Walibi Holland onschuldig verklaard. Toch is besloten de kartbaan definitief te sluiten.
| Naam       | Type attractie  | Kenmerk                                                  | Jaartal opening | Bouwer    |
| ---------- | --------------- | -------------------------------------------------------- | --------------- | --------- |
| Goliath    | Hypercoaster    | Langste achtbaan van de Benelux.                         | 2002            | Intamin   |
| G-Force    | Enterprise      | Heeft zijn naam te danken aan de hoeveelheid G-krachten. | 1998            | Huss      |
| Space Shot | Shot and Drop   | Schiet 57,5 m omhoog op een 60 m hoge toren.             | 1998            | S&S Power |
| Space Kidz | Junior Freefall | In 2009 verplaatst van Walibi Land.                      | 2000            | SBF Visa  |

### Play Ground

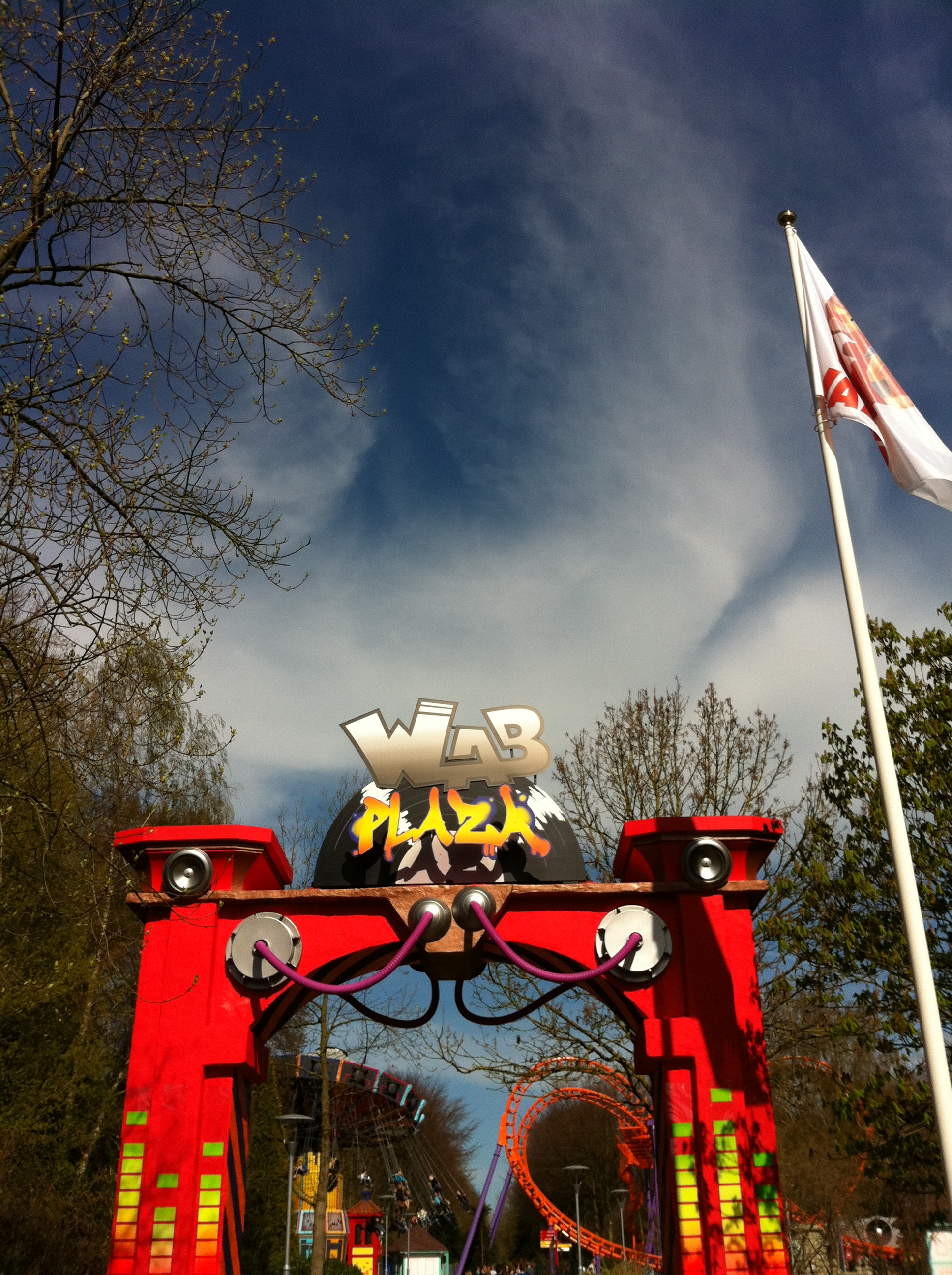
De ingang van WAB Plaza

In dit gebied staan de attracties Splash Battle, Super Swing, Spinning Vibe en Merrie Go'round. Eerder Italia (2000-2010) en Belle époque (1994-1999). Tevens was hier tot 2007 de boemerang-achtbaan La Via Volta te bezoeken. Italia onderging tijdens de winterstop 2010/2011 een metamorfose: zo werd de achtbaan Speed of Sound en enkele andere attracties vernieuwd.
| Naam            | Type attractie   | Kenmerk                                                                            | Jaartal opening       | Bouwer       |
| --------------- | ---------------- | ---------------------------------------------------------------------------------- | --------------------- | ------------ |
| Merrie Go'round | Draaimolen       | Oorspronkelijk geopend in 1981.                                                    | 1992                  | SBF Visa     |
| Spinning Vibe   | Polyp            | Van het model Magic.                                                               | 2000                  | Huss         |
| Speed of Sound  | Shuttle-achtbaan | Model: Boomerang                                                                   | 2000, heropening 2011 | Vekoma       |
| Super Swing     | Zweefmolen       | De enige carrousel van Zierer in het park                                          | 1992                  | Zierer       |
| Splash Battle   | Splash Battle    | Eén van de weinige attracties in het park met dezelfde naam als het attractietype. | 2005                  | P&B          |
| Walibi Express  | Parktrein        | Heeft een ander station.                                                           | 1994                  | Chance Rides |

### Exotic
In het themagedeelte Exotic kan men terecht in de omgekeerde achtbaan Condor. Eerder Mexico (1994-2013). Ook ligt hier een wildwaterbaan, El Rio Grande genaamd.
| Naam           | Type attractie      | Kenmerk                                          | Jaartal opening | Bouwer   |
| -------------- | ------------------- | ------------------------------------------------ | --------------- | -------- |
| Condor         | Omgekeerde achtbaan | Model: SLC Prototype                             | 1994            | Vekoma   |
| El Rio Grande  | Wildwaterbaan       | In 2017 nieuwe boten gekregen van Hafema.        | 1994            | Vekoma   |
| Los Sombreros  | Polyp               | In principe grotere versie van de Spinning Vibe. | 1994            | S&M      |
| Mini Taxi's    | Botsauto's          | Maximaal 1,40 m                                  | 2000            | SBF Visa |
| Tequila Taxi's | Botsauto's          | Minimaal 1,40 m                                  | 1994            | SBF Visa |

### Wilderness
Het themagebied Wilderness is de thuisbasis voor attracties als het madhouse Merlin's Magic Castle en de topspin Excalibur. Ook staat hier de attractie Skydiver, waarvoor men apart moet betalen. Eerder heette dit themagebied Zanzibar (1995-1999) en Sherwood Forest van 2000 tot 2018. In dat jaar sloot ook de middeleeuwse Robin Hood om in 2019 plaats te maken voor Untamed.
| Naam                  | Type attractie   | Kenmerk                                                | Jaartal opening | Bouwer  |
| --------------------- | ---------------- | ------------------------------------------------------ | --------------- | ------- |
| Blast                 | Topspin          | Model: Top Spin 1. Vervangt de Waikiki Wave.           | 2000            | Huss    |
| Merlin's Magic Castle | Madhouse         | In principe Villa Volta met een ander mythe-thema.     | 2000            | Vekoma  |
| Skydiver              | SkyDiver         | Enige betaalattractie in het park.                     | 2002            | Funtime |
| Untamed               | Hybride achtbaan | Herbruik met de houten ondersteuningen van Robin Hood. | 2019            | RMC     |

### Walibi Play Land
Een gebied speciaal voor de allerkleinsten onder de bezoekers. Eerder Walibi Land (2005-2010), Bugs Bunny Wereld (2000-2004) en Kinderdorp (1994-1999). In 2011 zijn de attracties van Walibi Play Land vernieuwd in de stijl van de band-personages van W.A.B en The SkunX. Alle attracties in dit themagebied zijn gebouwd door SBF Visa en geopend in 2000, behalve Squad's Stunt Flight (geopend in  1994).
| Naam                     | Type attractie          | Kenmerken                                                                           |
| ------------------------ | ----------------------- | ----------------------------------------------------------------------------------- |
| Fibi's Bubble Swirl      | Luchtballonnencarrousel | Gelijknamige attractie is te vinden in Walibi Belgium, van hetzelfde attractietype. |
| Squad's Stunt Flight     | Red Baron               | Met vliegtuigjes                                                                    |
| Walibi's Fun Recorder    | Theekopjesattractie     | Kleinere versie van Pavillion de Thé.                                               |
| Zenko's Graffity Shuttle | Vliegend Tapijt         | Vervangt Aztec.                                                                     |
| Haaz' Garage             | Rondrit                 | Grote 'draaimolen' met jeeps.                                                       |
| W.A.B World Tour         | Rondrit                 | Kleinere versie van Walibi Express.                                                 |

### YOY Zone
Vanaf 2025 is bij de opening van de duellerende achtbanen YOY Chill en YOY Thrill de YOY Zone geopend.
| Naam       | Type attractie   | Jaartal opening | Bouwer |
| ---------- | ---------------- | --------------- | ------ |
| YOY Chill  | Stalen achtbanen | 2025            | RMC    |
| YOY Thrill | Stalen achtbanen | 2025            | RMC    |

### Zero Zone
Eerder Wild Wild West (2000-2015). Het themagebied Wild Wild West is gethematiseerd naar het wilde westen. Tot eind 2010 stond er één achtbaan in dit themagebied, de Flying Dutchman Goldmine. In 2011 werd de toenmalige Wok's Waanzin, die nu bekend is als Drako, verplaatst naar de plek waar voorheen de Flying Dutchman Goldmine stond en is het voormalige themagebied Canadian Yukon bij dit gebied getrokken. Eerder Canadian Yukon (2000-2010) en Canada (1994-1999). In seizoen 2012 opende hier Club Psyke: 5D Experience. In Seizoen 2016 werd er een nieuwe achtbaan geopend: Lost Gravity. Het themagebied werd hierbij omgedoopt tot de Zero Zone. Op 13 april 2017 opende NeuroGen, de nieuwe virtual reality attractie van Walibi. De attractie staat op de plaats waar eerst de 5D Experience te bewonderen was.
| Naam           | Type attractie            | Kenmerk                                                                                 | Jaartal opening | Bouwer   |
| -------------- | ------------------------- | --------------------------------------------------------------------------------------- | --------------- | -------- |
| The Tomahawk   | Frisbee                   | Eén van de weinige frisbees van SBF Visa.                                               | 2000            | SBF Visa |
| Drako          | Stalen achtbaan           | Heeft vijf verschillende namen gehad.                                                   | 1992            | Zierer   |
| Crazy River    | Boomstamattractie         | Eén van de weinige Nederlandse boomstamattracties die zowel vooruit als achteruit gaat. | 1994            | Mack     |
| Walibi Express | Parktrein                 | Heeft een ander station.                                                                | 1994            | Chance   |
| Lost Gravity   | Big Dipper - Hypercoaster | Vervangt Hudson Bay.                                                                    | 2016            | Mack     |

### Verwijderde attracties
| Naam                             | Type attractie                      | Openingsjaar | Sluitingsjaar | Reden van verwijdering                                                                                                  | Bouwer                | Nieuwe plaats en naam                                                                               |
| -------------------------------- | ----------------------------------- | ------------ | ------------- | --- | --------------------- | --------------------------------------------------------------------------------------------------- |
| La Via Volta                     | Shuttle-achtbaan                    | 2000         | 2007          | Veel storingen en moeilijk te onderscheiden.                                                                            | Vekoma                | Heropend in Walibi in het jaar 2011 onder de naam Speed of Sound.                                   |
| Niagara Falls (eerder Aquachute) | Hara Kiri Raft Slide                | 1992         | 1999          | Men zou zich met zo'n attractie niet kunnen onderscheiden van andere attractieparken                                    | Van Egdom             | Walibi Rhône-Alpes, Surf Music                                                                      |
| Safari                           | Draaimolen                          | 1994         | 1999          | Werd te ouderwets. | Zierer                | |
| Slippery Mountain                | Glijbaan                            | 1994         | 1999          | Werd te ouderwets. |                       | |
| Tequila Ride                     | Rondrit in kas                      | 1994         | 1999          | Beschadigd door hagelbui, verwijderd door Six Flags Holland in 2000                                                     | Metallbau Emmeln      | |
| Waikiki Wave                     | Schuine topspin Model: Top Spin 1   | 1995         | 1999          | Te veel lawaai en overlast, vervangen door Excalibur.                                                                   | Vekoma                | |
| Double Invertor                  | Looping Schip                       | 2000         | 2004          | Men zou zich met zo'n attractie niet kunnen onderscheiden van andere attractieparken                                    | Chance Rides          | Walibi Rhône-Alpes, Le Tomahawk                                                                     |
| Tornado                          | Chaos                               | 2000         | 2004          | Men zou zich met zo'n attractie niet kunnen onderscheiden van andere attractieparken                                    | Chance Rides          | Walibi Sud-Ouest, Kosmic                                                                            |
| El Toro                          | Breakdance                          | 2000         | 2005          | Men zou zich met zo'n attractie niet kunnen onderscheiden van andere attractieparken                                    | HUSS Park Attractions | Bellewaerde, El Toro                                                                                |
| Sherwood's Revenge               | Tri Star                            | 1995         | 2006          | Verplaatst naar ander attractiepark                                                                                     | HUSS Park Attractions | La Mer de sable, Péroké                                                                             |
| Aztec                            | Vliegend tapijt                     | 2000         | 2008          | Ongeluk in het Zweedse pretpark Liseberg met een gelijkaardige attractie                                                | HUSS Park Attractions | Afgebroken, omdat de veiligheid niet gegarandeerd kan worden. Verplaatst naar een Irakees pretpark. |
| Flying Dutchman Goldmine         | Wildemuis-achtbaan                  | 2000         | 2010          | Verplaatst naar ander attractiepark                                                                                     | MACK Rides            | La Mer de sable, Tiger Express                                                                      |
| Kids Playground                  | Overdekte ballenbak                 | 2005         | 2012          | Verplaatst naar ander attractiepark                                                                                     | Soft Play             | |
| Aqua Gusto                       | Waterballonnen gevechtsspeeltoestel | 2009         | 2012          | Verwijderd na heftig ongeluk.                                                                                           |                       | |
| Les Petits Chevaux               | Luchtballonnencarrousel             | 2000         | 2014          | Plaats maken voor een betere doorstroming van het volk doorheen het park                                                | Wood Design           | |
| Hudson Bay                       | Schommelschip                       | 1994         | 2015          | Paste niet in de omgeving van de nieuwe achtbaan Lost Gravity                                                           | Fabbri Group          | |
| Club Psyke: 5D Experience        | 4D-film                             | 2012         | 2016          | Moet plaats maken voor de nieuwe attractie NeuroGen, die beter past in de Zero Zone van de nieuwe achtbaan Lost Gravity |                       | |
| Kart Fight                       | Karting                             | 2000         | 2018          | Verwijderd na heftig ongeluk.                                                                                           |                       | |
| Robin Hood                       | Houten achtbaan                     | 2000         | 2018          | Vervangen door Untamed                                                                                                  |                       | |
| NeuroGen                         | VR simulator                        | 2017         | 2022          | Al gesloten in 2020 en 2021 vanwege de Coronapandemie, daarna niet meer gebruikt.                                       |                       | |

## Shows

### 2005
| Naam                           | Kenmerken |
| ------------------------------ | --- |
| Return to King Solomon's Mines | Vervolg op de populaire stuntshow uit 1995, waarbij men dit keer terugkwam bij de King Solomon's Mines             |
| Walibi en z'n vriendjes        | Kindershow waarin Walibi jarig is en denkt dat de anderen dat niet weten.                                          |
| Los Trampoleros                | Trampolineshow met een Mexicaans tintje                                                                            |
| Walibi en de Plaaggeest        | Kindershow met onder andere Walibi, Rocky de Bever, Mama Lily en Splash de Olifant. Was alleen te zien in oktober. |

### 2006
| Naam                                     | Kenmerken |
| ---------------------------------------- | --- |
| Freak Circus                             | Circusshow opgevoerd in de Salloon van themagebied Wild Wild West                                                  |
| Walibi en de Plaaggeest                  | Kindershow met onder andere Walibi, Rocky de Bever, Mama Lily en Splash de Olifant. Was alleen te zien in oktober. |
| Making of Return to King Solomon's Mines | Vervolg op de populaire stuntshow uit 1995, waarbij men dit keer kon kijken hoe zo'n show gemaakt werd.            |
| Walibi en z'n vriendjes                  | Kindershow waarin Walibi jarig is en denkt dat de anderen dat niet weten.                                          |
| Waanzinnig Walibi Show                   | Eenmalige show speciaal gemaakt voor de pretparkfans met gastheren Sjon & Sjeffrie.                                |

### 2007
In 2007 waren er drie nieuwe shows te zien in Walibi Holland. In oktober van dat jaar waren er vier te zien.
| Naam                     | Kenmerken |
| ------------------------ | --- |
| Toverfestijn van Merlijn | Goochelshow met Wok de Draak en een kwakzalver.                                                                                                 |
| Walibi en de IJskoning   | Kindershow in Walibi Land met onder andere Walibi, Rocky de Bever, Mama Lily en Splash de Olifant                                               |
| Urban Illusions          | Illusionistenshow gemengd met Hip Hop, was te zien in themagebied Wild Wild West                                                                |
| Walibi en de Plaaggeest  | Kindershow met onder andere Walibi, Rocky de Bever, Mama Lily en Splash de Olifant. Was alleen te zien in oktober.                              |
| Waanzinnig Walibi Show   | Wegens groot succes voor de 2e keer een show speciaal voor de pretparkfans met het duo Sjon & Sjeffrie tijdens het evenement Waanzinnig Walibi. |

### 2008
In 2008 werd de show Walibi Live toegevoegd aan het park. De andere drie shows waren in 2007 ook al te zien.
| Naam                     | Kenmerken |
| ------------------------ | --- |
| Toverfestijn van Merlijn | Goochelshow met Wok de Draak en een kwakzalver.                                                                    |
| Walibi en de IJskoning   | Kindershow in Walibi Land met onder andere Walibi, Rocky de Bever, Mama Lily en Splash de Olifant                  |
| Urban Illusions          | Illusionistenshow gemengd met Hip Hop, was te zien in themagebied Wild Wild West                                   |
| Walibi Live              | Interactieve straatshow met Walibi, Walibelle, Splash de Olifant en Rocky de Bever                                 |
| Walibi en de Plaaggeest  | Kindershow met onder andere Walibi, Rocky de Bever, Mama Lily en Splash de Olifant. Was alleen te zien in oktober. |

### 2009
De volgende shows waren 2009 in het park te vinden:
| Naam                      | Kenmerken |
| ------------------------- | --- |
| Toverfestijn van Merlijn  | Goochelshow met Wok de Draak en een kwakzalver.                                                                                          |
| Christian Farla Live      | Illusionistenshow met Christian Farla te zien in het Christian Farla's Magic Theatre (voormalig Crazy Horse Saloon)                      |
| Jo's Streetparty          | Interactieve straatshow met Walibi, Walibelle en Jo de Pelikaan                                                                          |
| Dubbelfriss Cooldownparty | In het hoogseizoen organiseert Dubbelfrisss ism Sjon & Sjeffrie een dagelijkse cooldownparty. Een mobiele roadshow door het gehele park. |

### 2010
In 2010 wordt een nieuwe show aan met poppen aangekondigd, ter vervanging van het Toverfestijn van Merlijn. Om onbekende redenen ging deze show niet door. Wel was in 2010 Christian Farla terug in de Crazy Horse Saloon. In het voorseizoen waren Scott & Muriel te zien in hetzelfde theater.
| Naam                     | Kenmerken                                                                               |
| ------------------------ | --------------------------------------------------------------------------------------- |
| Toverfestijn van Merlijn | Goochelshow met Wok de Draak en een kwakzalver.                                         |
| Christian Farla Live     | Illusionistenshow met Christian Farla te zien in het Christian Farla's Magic Theatre    |
| Scott & Muriel           | Comedyshow Scott & Muriel, te zien in het voorseizoen in het "Magic Theatre"            |
| Walibi's Roadshow        | Mobiele Roadshow met mascotte Walibi welke het gehele park opvrolijkt met zomerse beats |

### 2011
Het jaar 2011 draaide om muziek. Dagelijks om 15.00 uur werd er ROCKSTARS: The Battle! opgevoerd op het hoofdpodium, een Music Battle tussen de twee bands W.A.B (Walibi's Adventure Band) en The SkunX. Scott & Muriel keerden dit jaar ook terug in de Crazy Horse Saloon. Zij waren echter niet het hele jaar in Walibi Holland. De show werd in juli vervangen door Charlie's Angels Tribute: Showgirls of Magic.
| Naam                  | Kenmerken                                                                        |
| --------------------- | -------------------------------------------------------------------------------- |
| Scott & Muriel        | Comedy en illusionistenshow te zien in de Crazy Horse Saloon                     |
| Rockstars: The Battle | Eindshow tussen W.A.B en The SkunX                                               |
| Meet & Greets         | W.A.B vanaf 13.30 uur in W.A.B Plaza & The SkunX om 14.00 uur in Sherwood Forest |
| Showgirls Of Magic    | Charlie's Angels Tribute                                                         |

## Evenementen

### Fantasy Festival
Op 30 januari 2010 kondigde Walibi Holland dit nieuwe evenement aan. Het werd gehouden in het voorseizoen van 2010; 2011 en 2012; en zorgde voor een fantasiesfeer. In 2013 keerde dit festival niet terug.

### New Years Eve
Sinds 2005 viert Walibi Holland elke woensdag in de twee laatste weken van juli en de twee eerste weken van augustus nieuwjaar. Dit heet het New Year's Eve, het park en alle attracties zijn dan geopend.
In 2010 was dit evenement voor het laatst. De gemeente geeft geen vergunning meer af met toestemming om het park later dan 23.00 uur geopend te houden.

### Summer Nights
Summer Nights was een zomerfestival dat jaarlijks georganiseerd werd tussen 2011 en 2014 op verschillende woensdagavonden in de maanden juli en augustus. Het evenement stond in het teken van muziekoptredens verspreid over het park. Tijdens de edities van 2011, 2012 en 2013 was er aan het eind van de avond ook een vuurwerkshow. In 2014 maakte dit echter niet meer deel uit van het programma. Summer Nights werd voor het laatst georganiseerd op 13 augustus 2014.

### Summer Vibez
Summer Vibez was een evenement dat georganiseerd werd in 2015 en 2016. Het evenement was vergelijkbaar met Summer Nights. De laatste editie vond plaats op 17 augustus 2016

### #LEKKERGAAN
#LEKKERGAAN is een zomerfestival dat op zes woensdagen in juli en augustus georganiseerd wordt. Het evenement vond in 2017 voor het eerst plaatst en vervangt het evenement Summer Vibez, dat een vergelijkbaar programma had. Het park is tijdens het evenement geopend tot 23:00. Naast de podia zijn er ook heel wat foodtrucks in het park te vinden. Tijdens Summer Vibez was dit ook al het geval. De nadruk ligt tijdens #LEKKERGAAN minder op muziek maar meer op een festivalsfeer.

### Halloween Fright Nights
Halloween Fright Nights is een halloween-evenement dat voor het eerst georganiseerd werd in 2007. Het evenement wordt gehouden gedurende de laatste 3 weekenden van oktober. Tijdens het evenement zijn er verspreid over het park speciaal ingerichte themagebieden waar acteurs rondlopen. Ook zijn er diverse spookhuizen die tegen betaling bezocht kunnen worden.

### Out of control
Out of Control was een muziekevenement dat jaarlijks georganiseerd werd tussen 2012 en 2017. Het evenement vond plaats rond een podium middenin het park waar gedurende de dag artiesten en dj's optraden. De laatste editie vond plaats op zaterdag 8 juli 2017. In juni 2018 liet Walibi Holland weten dit evenement niet meer te organiseren.
Afbeeldingen · Lijst van attracties